# Erastria pallens
Erastria pallens là một loài bướm đêm trong họ Geometridae.